# 北海道中央バス旭川営業所

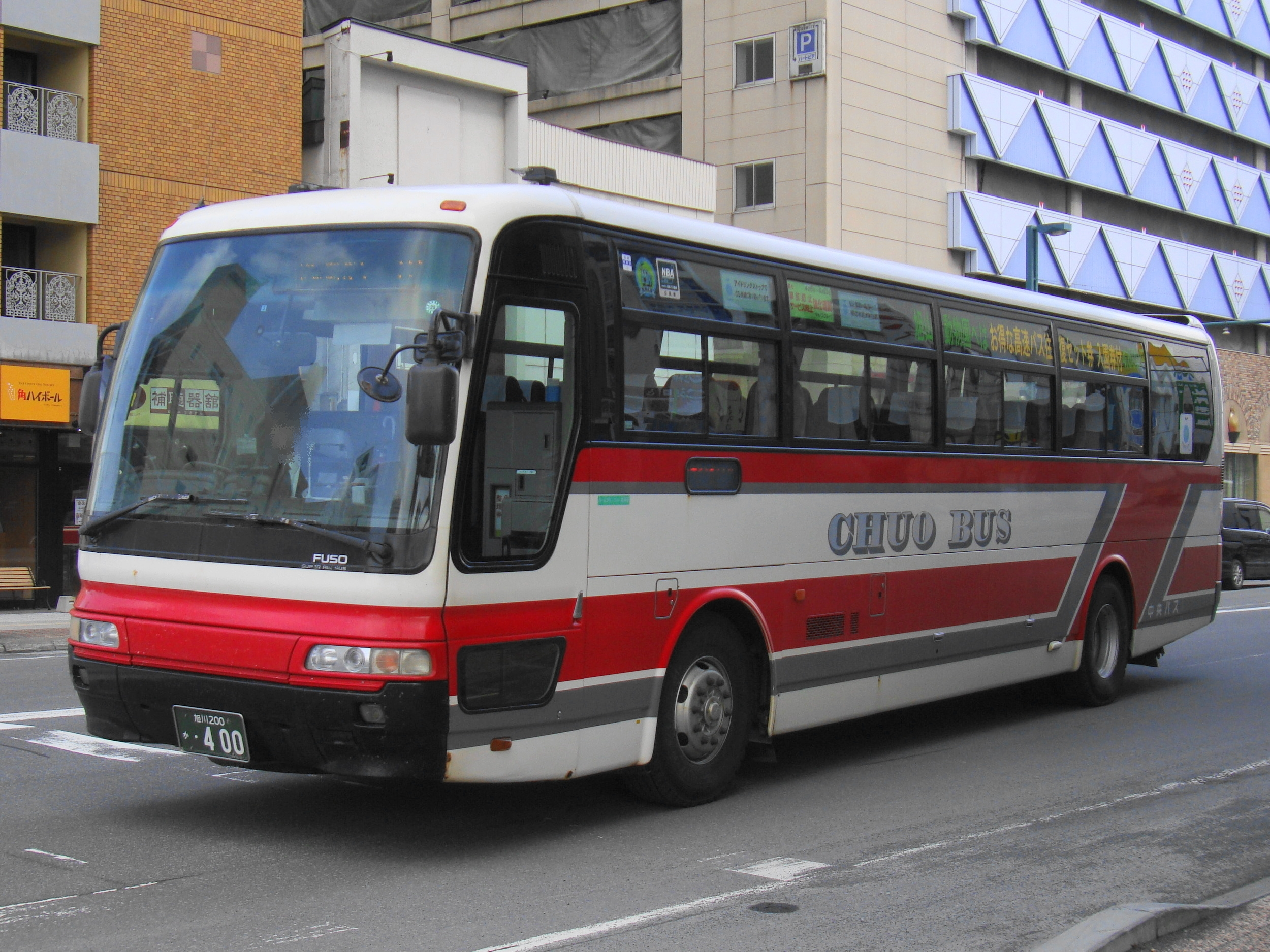
旭川営業所所属車は旭川ナンバー

北海道中央バス旭川営業所（ほっかいどうちゅうおうバスあさひかわえいぎょうしょ）は、北海道中央バス（中央バス）が北海道旭川市忠和4条に設置する、バス事業部（旧・札幌事業部）に属する営業所。

## 歴史
1950年（昭和25年）6月21日に芦別営業所旭川出張所として旭川駅前に開設。1960年（昭和35年）10月10日に旭川市1条通7丁目に移転の上で乗り場を併設し、1963年（昭和38年）4月1日に旭川営業所となった。1990年（平成2年）8月に改築。
2009年（平成21年）4月に空知事業部から札幌事業部へ変更されている。
2018年（平成30年）6月21日に車庫が置かれる現在地へ移転。併設の乗り場（旭川ターミナル）は廃止となった。

## 路線
旭川発着路線全般を担当。下記のほか、他営業所が主担当の路線を運行する場合や、下記路線を他営業所が運行する場合がある。
SAPICA等のICカード乗車券は、旭川管内は一般路線バス・都市間高速バスともに使用できない。高速あさひかわ号については2024年3月29日から代替としてクレジットカードによるタッチ決済サービスを開始した}}。
2021年（令和3年）12月1日現在。

### 高速あさひかわ号

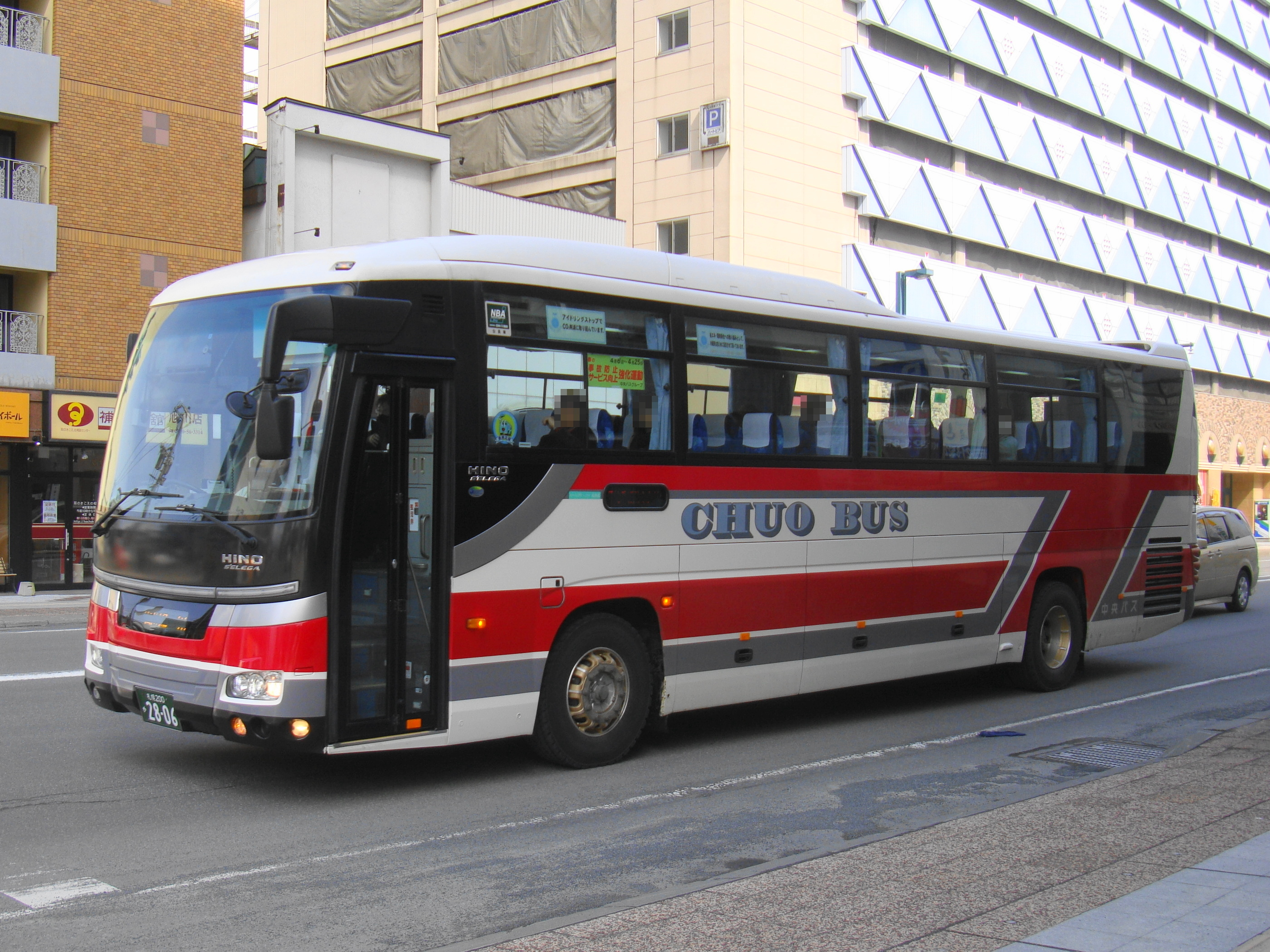
高速あさひかわ号 旭川ターミナル付近にて

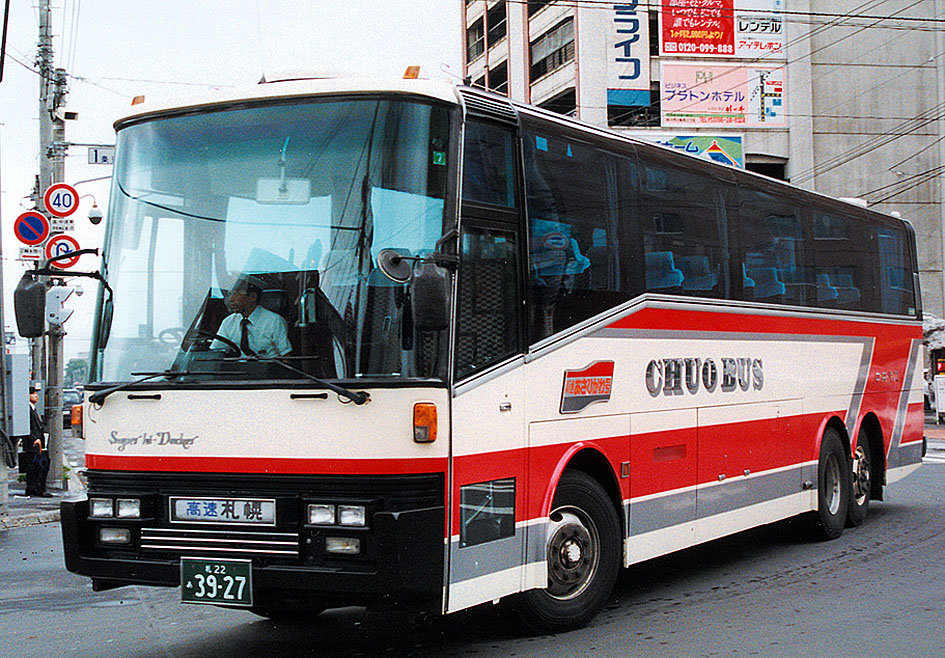
高速あさひかわ号 旭川ターミナル付近にて（1992年）

- 旭川駅前 - 札幌駅前（ジェイ・アール北海道バス、道北バスと共同運行）

2021年（令和3年）4月1日より、一部便を予約制にて2人掛け座席の1名利用とした予約制あさひかわ号に振り替え。道央自動車道上の停留所には停車しないほか、運賃に加えて特別料金（小人、割引運賃も同額）が必要であった。同年11月30日の運行をもって休止。
路線沿革
- 1961年（昭和36年）11月1日 - 国道12号経由の特急札旭線を新設[12]。
- 1974年（昭和49年）12月1日 - 札幌 - 旭川直通便を廃止[13]。特急滝旭線新設。
- 1984年（昭和59年）
  - 9月1日 - 高速あさひかわ号を新設（高速区間：道央自動車道札幌IC - 岩見沢IC）[14]。
    - 2往復。所要時間2時間55分。同社初のテレビと音響マルチステレオ搭載車で運行。
    - 途中停留所は野幌、滝川ターミナル、神居2条10丁目、神楽支所前、旭川ターミナル。

  - 12月1日 - 4往復に増回。
    - 旭川市内の運行経路を旭川大橋に変更。神居2条10丁目と神楽支所前を廃止。
    - 滝川ターミナルでの乗降制限設定。空席がある場合のみ利用可。
- 1985年（昭和60年）
  - 4月10日 - 5往復に増回。2階建てバスによる運行開始。
  - 12月1日 - 10往復に増回。高速栗沢を新設。
- 1986年（昭和61年）4月10日 - 12往復に増回。2階建てバス及びスーパーハイデッカーでの運行となる。
- 1987年（昭和62年）
  - 4月10日 - 16往復に増回。
  - 9月4日 - 岩見沢IC - 美唄IC間免許[15]。
  - 9月19日 - 道央自動車道美唄IC供用開始に伴い経路変更、所要時間を約2時間40分に短縮。東山を新設。
  - 12月1日 - 4枚綴り回数券を新設。6枚綴り回数券を廃止。
- 1988年（昭和63年）
  - 4月10日 - 20往復に増回。滝川ターミナルの乗降取り扱いを廃止。滝川市内の一部区間（新町3丁目 - 滝の川西4丁目）で経路変更。
  - 8月3日 - 美唄IC - 滝川IC間免許[15]。
  - 10月9日 - 道央自動車道滝川IC供用開始に伴うダイヤ改正。
    - 滝川IC経由で運行。所要時間約2時間25分に短縮。
    - 高速茶志内、砂川吉野、砂川石山を新設。
- 1989年（平成元年）
  - 7月21日 - 滝川IC - 深川IC間免許[16]。
  - 9月13日 - 道央自動車道深川IC供用開始に伴うダイヤ改正。
    - 深川IC経由で運行。所要時間を約2時間05分に短縮。高速江部乙新設。
- 1990年（平成2年）
  - 4月28日 - 26往復に増回。
  - 10月18日 - 深川IC - 旭川鷹栖IC間免許[16]。
  - 10月31日 - 道央自動車道旭川鷹栖IC供用開始に伴うダイヤ改正。
    - 旭川鷹栖IC経由に変更。所要時間を約2時間00分に短縮。40往復に増回[17]。
    - JR北海道バス（当時）と道北バスが新規参入、共同運行化[18]。
    - 札幌行の札幌ターミナル（北1条西1丁目降車場）を時計台前に改称。
    - 高速納内、4条1丁目、3条9丁目を新設。
- 1991年（平成3年）4月1日 - 「マンデーモーニングバス」を新設。
- 1993年（平成5年）8月11日 - 菊水元町7条、緑町20丁目新設。
- 1995年（平成7年）7月21日 - 2.5往復を遠軽まで延長（高速えんがる号）。北見バス（当時）が参入。
- 1996年（平成8年）4月11日 - 4往復を紋別まで延長（高速流氷もんべつ号）。北紋バスが参入。
- 1997年（平成9年）
  - 4月1日 - 平日のみ使用できる20枚綴りのあさひかわビジネス回数券を新設。
  - 12月1日 - 冬期のみ休日ダイヤ新設。平日34往復、休日40往復（いずれも札幌遠軽線・札幌紋別線を含む）。
- 1998年（平成10年）12月1日 - ビジネス回数券を廃止。平日・休日共に使用可の20枚綴り回数券オールデイ20を新設。
- 1999年（平成11年）4月1日 - 全席禁煙化。
- 2000年（平成12年）4月1日 - JR北海道のバス部門分離により同社担当分をジェイ・アール北海道バスに移管。
- 2002年（平成14年）4月1日 - 旭川市内に川端6条10丁目、3条1丁目を新設。
- 2003年（平成15年）12月1日 - 高速流氷もんべつ号ダイヤ改正により北紋バスが離脱[19]。
- 2005年（平成17年）4月1日 - 3条1丁目を廃止し、4条1丁目に移設。
- 2007年（平成19年）11月3日 - 旭山動物園入園券をセットにした往復バスセット券を新設。
- 2008年（平成20年）6月1日 - 札幌&富良野・旭川ぐるっとバスセット券を新設。
- 2009年（平成21年）
  - 6月15日 - 東京・旭川連絡きっぷ「あさひかわ・ストーリー」を新設（2019年（令和元年）9月30日出発分をもって発売を終了）。
  - 11月3日 - 旭山動物園往復バスセット券利用者向けに札幌発午前便を旭川駅前（旭川電気軌道バスのりば）まで延長。
- 2012年（平成24年）4月1日 - 高速えんがる号ダイヤ改正により北海道北見バスが離脱[20]。
- 2018年（平成30年）6月21日 - 旭川ターミナル廃止、旭川における全便の発着場所を旭川駅前バスタッチ7番に変更[21]。
- 2020年（令和2年）12月1日 - 高速流氷もんべつ号および高速えんがる号の旭川経由廃止により、全便が高速あさひかわ号となる[22]。
- 2021年（令和3年）
  - 4月1日 - 一部便を予約制とする（予約制あさひかわ号）[10][9]。
  - 12月1日 - 予約制あさひかわ号休止により、全便が高速あさひかわ号となる[11]。
- 2024年（令和6年）3月29日 - クレジットカードによるタッチ決済サービスを開始[7]（ジェイ・アール北海道バス便は2025年1月20日から対応開始[8]）。

旭川・東京連絡きっぷ「あさひかわ・ストーリー」
- 旭川と東京を高速バスとフェリーで結ぶ旭川・札幌連絡きっぷ。2019年9月30日出発分をもって発売を終了した。バス・フェリー共利用便が限定されている。

　　　利用可能な交通機関
- 高速あさひかわ号（旭川駅前 - 札幌駅前ターミナル）
- 高速とまこまい号（札幌駅前ターミナル - 苫小牧フェリーターミナル）
- 商船三井フェリー（苫小牧港 - 大洗港）
- 茨城交通路線バス（大洗港 - 水戸駅）
- みと号（水戸駅 - 東京駅）

## 主な廃止路線
下記のほか、期間限定路線として小樽旭川線（旭川ターミナル - 小樽駅前）が設定されていた。

### 滝旭線・深旭線
- 旭川ターミナル - 納内 - 深川ターミナル - 音江 - 滝川ターミナル

路線沿革
- 1974年5月15日 - 前身の特急札旭線の一部を滝川ターミナルで系統分割。
- 1974年12月1日 - 特急札旭線全便を滝川ターミナルで系統分割し、廃止。
- 1984年12月1日 - 特急滝旭線を急行滝旭線に呼称変更。
- 1988年4月10日 - 急行滝旭線を特急滝旭線に呼称変更。ハイデッカー車を導入。
- 1988年12月1日 - 特急岩旭線を新設。特急滝旭線の一部を岩見沢ターミナル発着に変更。
- 1992年4月10日 - 特急岩旭線を廃止。全便特急滝旭線に振り替え。
- 1996年4月1日 - 特急滝旭線を廃止。全便普通滝旭線（音江経由/深川ホテル経由）に振り替え。
- 1999年4月1日 - 普通滝旭線の深川ホテル経由3往復を廃止し全便音江経由に統一、深川ホテル前停留所廃止
- 2003年4月1日 - 滝旭線の全系統を廃止し旭川 - 深川間の深旭線に変更、滝旭線旭川発のダイヤに準じた時間帯を主に担当し、原則として深川到着後すぐに折り返し旭川行きとなるダイヤが組まれていた。
- 2004年12月1日 - 深旭線廃止。空知中央バス運行に一本化。

その他
- 特急・急行・普通便とそれぞれ旭川営業所が管轄の路線であったが、運用上滝川営業所の所属車両による運行や稀に高速あさひかわ号や特急札滝線の車両が流用されることもあった。また急行時代は前乗りの一般路線車、特急に昇格した1988年以降はハイデッカー車も交えた運用が主となり、特急便から普通便へ格下げとなった翌年にはエンジン出力を増強したノンステップ専用車が導入されている。
- 特急滝旭線廃止後は普通滝旭線として運行したが、北空知バスと競合する深川 - 旭川市内間は主要停留所のみ停車する区間快速扱いだった（乗車券は従来通り北海道中央バス・北空知バス共通）。
- 普通滝旭線となった後は滝川 - 深川間は音江経由便と深川ホテル経由便で運行されたが、深川温泉観光ホテルの廃業に伴い、全便音江経由便に統一された。

### エアポートちとせ号
- 旭川ターミナル・深川ターミナル - 千歳空港

1990年4月10日新設。途中停車は深川ターミナルのみ。1992年3月31日まで運行された。

### 芦旭線
- 旭川駅前 - 神居支所入口 - 高砂台入口 - 台場中央 - 神居古潭神社前 - 内大部分岐点 - 更進 - 新城 - 常磐 - 渓水町 - 芦別駅前

滝川営業所（旧芦別営業所）と共同管轄。
- 2018年（平成30年）6月21日 - 旭川ターミナル廃止に伴い、停留所を「1条7丁目」に改称するとともに、起終点を旭川駅前（バスタッチ10番のりば）まで延長[21]。
- 2019年（平成31年）12月1日 - 「芦別」（旧・芦別ターミナル）停留所を廃止して芦別駅前に乗り入れ[23]。
- 2021年（令和3年）10月1日 - 利用者減少に伴い廃止。代替交通として旭川電気軌道と芦別ハイヤーによる予約制マイクロバス・タクシーに移行[24]。

## 旭川ターミナル（廃止）
移転前の旭川営業所構内（旭川市1条通7丁目右5号）に3箇所（施設内2箇所、路上の降車停留所1箇所）のバス発着場と待合室・発券窓口を備えた。「路線」記載の各線と空知中央バス深旭線（旭川ターミナル - 深川市立病院）が発着した。道路を挟んだ反対側に設置する停留所は未使用であった。
- 高速えんがる号（遠軽→旭川→札幌）と高速流氷もんべつ号（札幌 - 旭川 - 紋別）は紋別行の降車と札幌行の乗車を取り扱い、紋別行の乗車と札幌行の降車は「旭川駅前」停留所（道北バス旭川駅前営業所前および宮下通降車場）で取り扱った。
- 施設前に「1条7丁目」バス停（のりば11）が設置されており、道北バス（共同運行の沿岸バス含む）が停車するほか、周辺には道北バス・旭川電気軌道のバス停が設置されている。
- ターミナル廃止後も施設自体は中央バスグループのビル管理会社・中央ビルメンテナンスの営業所として使用されている。

ターミナルへ発着していた各路線は旭川駅前バスタッチで乗降を取り扱うよう変更するとともに、芦旭線・空知中央バス深旭線はこれに加えて「1条7丁目」停留所（上述）でも乗降を取り扱う。乗車券発売などはTsuruha Bldg.（ツルハビル）旭川駅前内の道北バス旭川駅前営業所で行う。